# Pedicularis palustris
La pedicolare palustre (nome scientifico Pedicularis palustris L., 1753) è una pianta parassita appartenente alla famiglia delle Orobanchaceae.

## Etimologia
Il nome generico (Pedicularis) deriva da un termine latino che significa "pidocchio" e si riferisce alla convinzione che queste piante infestino di pidocchi il bestiame al pascolo; altri giustificano l'etimologia del nome del genere all'opposto, ossia in quanto si pensa che queste piante liberino la testa dai pidocchi. L'epiteto specifico (palustris) indica per questa pianta un habitat tipico delle paludi e zone umide.
Il binomio scientifico della pianta di questa voce è stato proposto da Carl von Linné (1707 – 1778) biologo e scrittore svedese, considerato il padre della moderna classificazione scientifica degli organismi viventi, nella pubblicazione "Species Plantarum - 2: 607. 1753" del 1753.

## Descrizione

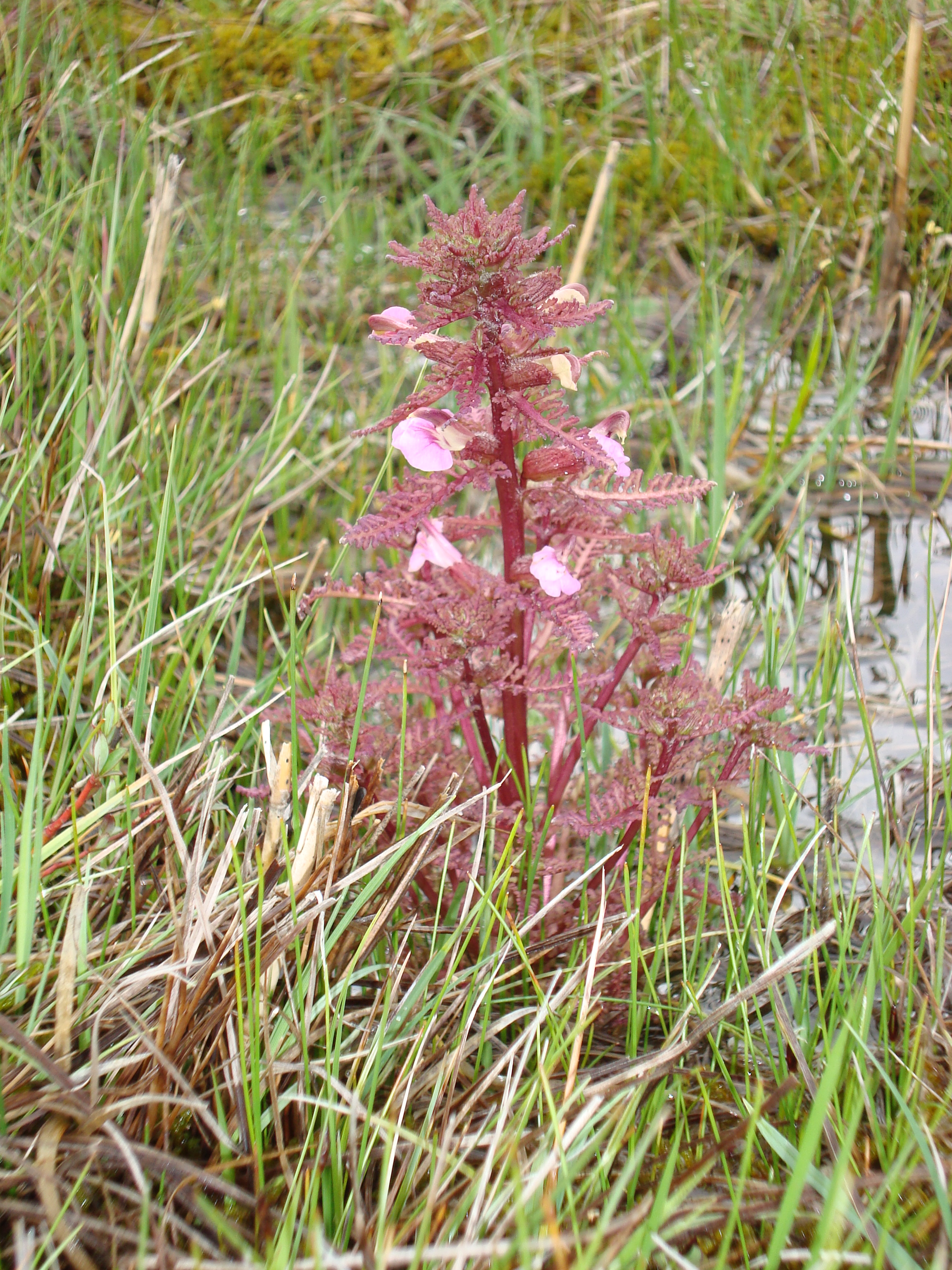
Habitat e habitus

Queste piante sono alte da 5 a 50 cm (massimo 70 cm). La forma biologica è emicriptofita bienne (H bienn), ossia in generale sono piante erbacee con gemme svernanti al livello del suolo e protette dalla lettiera o dalla neve e si distinguono dalle altre per il ciclo vitale biennale. Per questa specie sono presenti anche forme biologiche tipo terofita scaposa (T scap), piante erbacee che differiscono dalle altre forme biologiche poiché, essendo annuali, superano la stagione avversa sotto forma di seme e sono munite di asse fiorale eretto e spesso privo di foglie. Sono inoltre piante parassite: le radici mostrano organi specifici per nutrirsi della linfa di altre piante.

### Radici
Le radici sono grosse e carnose (tipo fittone) e si distribuiscono a raggiera cercando di raggiungere le radici di altre piante per succhiarne la linfa.

### Fusto
La parte aerea del fusto è eretta, ramosa e con portamento soprattutto "estivale" (fusti elevati con 2 - 4 paia di rami rigidi tutti fioriferi e con le foglie tutte presenti alla fioritura); la superficie è glabra o con pochi peli.

### Foglie

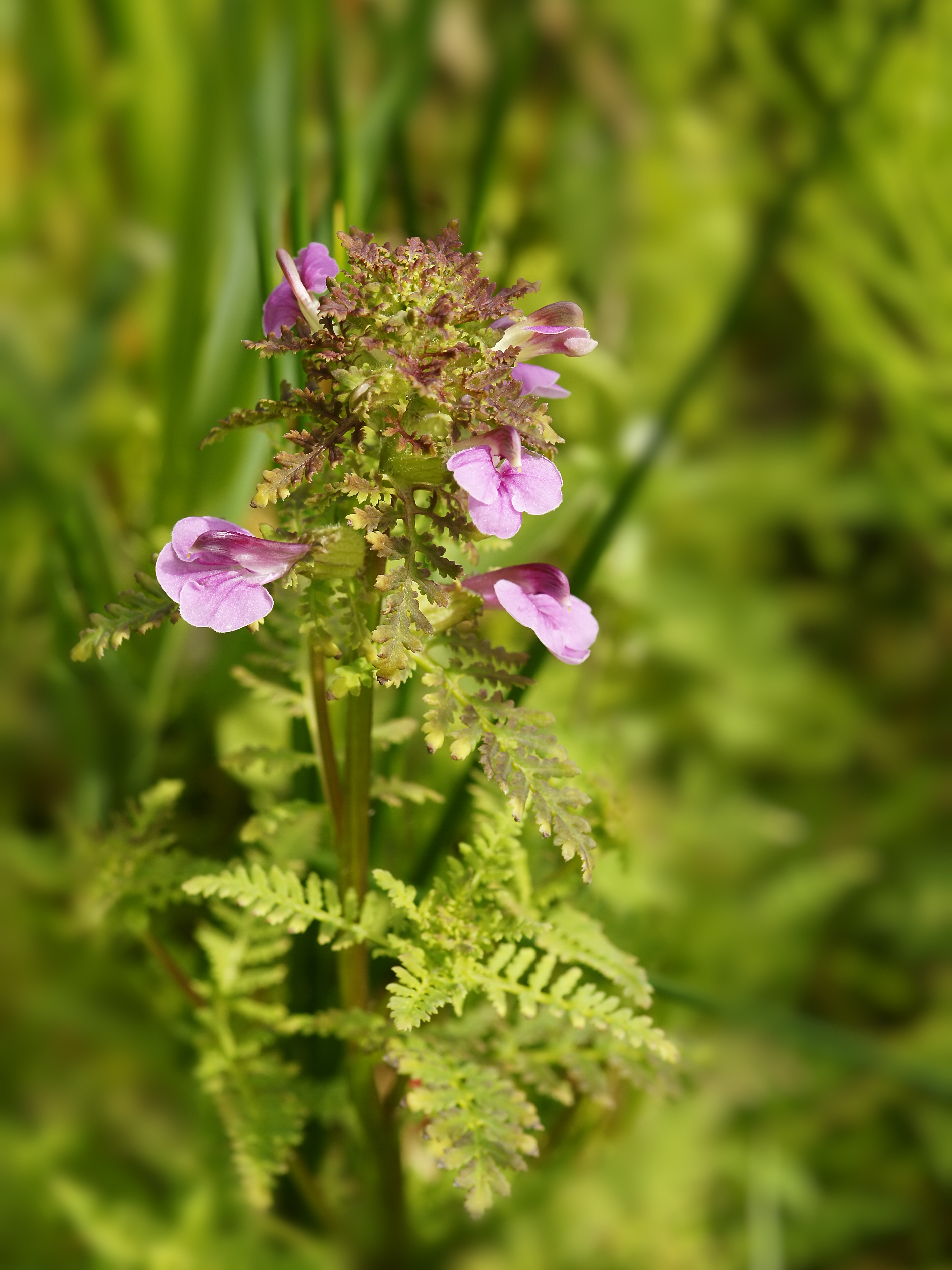
Le foglie

Le foglie lungo il fusto hanno una disposizione più o meno alterna; la lamina ha il contorno da triangolare-lanceolato a lineare di tipo 2 volte pennatosetto con segmenti da lineari a lanceolati con contorno da pennatifido a dentato; la superficie è subglabra; le foglie sono brevemente picciolate. Dimensione delle foglie: larghezza 0,5 – 1 cm; lunghezza 3 – 6 cm.

### Infiorescenza
Le infiorescenze sono delle spighe racemose inizialmente dense e allungate alla fruttificazione. I pedicelli dei fiori sono molto brevi (1 – 2 mm). Alla base di ogni fiore sono presenti delle brattee; quelle superiori sono trilobate.

### Fiore

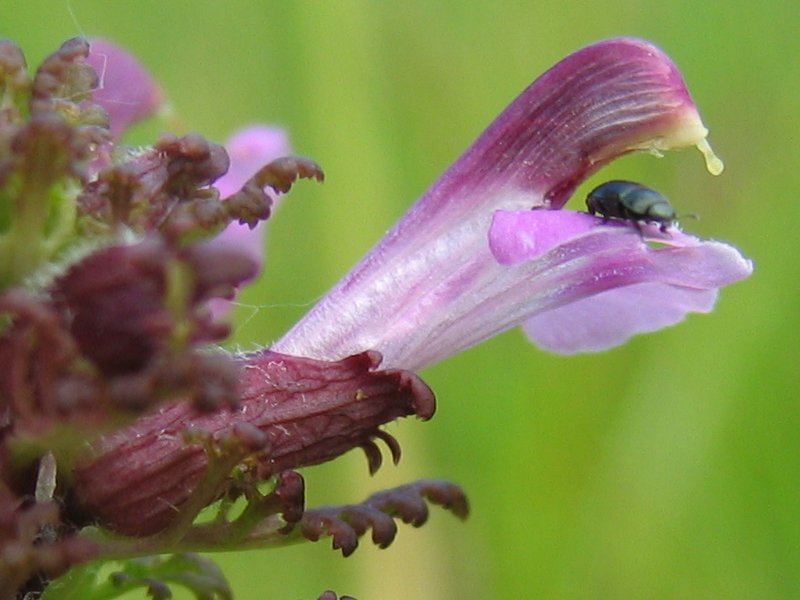
Il fiore

I fiori sono ermafroditi, zigomorfi (del tipo bilabiato), tetrameri, ossia con quattro verticilli (calice – corolla - androceo – gineceo) e pentameri (la corolla e il calice sono a 5 parti). Lunghezza del fiore: 16 – 25 mm.
- Formula fiorale: per questa pianta viene indicata la seguente formula fiorale:

X, K (5), [C (2+3), A 2+2], G (2), (supero), capsula
- Calice: il calice è gamosepalo più o meno bilabiato con cinque denti diseguali, lobati e con i denti laterali saldati 2 a 2; la base del calice è un tubo campanulato a forma ovata; la superficie è glabra o con peli sparsi. Lunghezza del calice 6 – 9 mm.
- Corolla: la corolla, a forma più o meno cilindrica, è gamopetala bilabiata a fauci aperte e con il tubo eretto e lungo quasi il doppio del calice; il labbro superiore della corolla è più o meno falcato e termina con due denti subulati; quello inferiore è patente con tre lobi cigliati. Il colore della corolla è roseo (raramente giallo o biancastro) con il labbro superiore purpureo. Lunghezza della corolla: 13 – 25 mm,
- Androceo: l'androceo possiede quattro stami didinami (due grandi e due piccoli). I filamenti sono inseriti più o meno alla base della corolla e sono glabri. Le antere, dissimulate sotto il cappuccio del labbro superiore sono strettamente unite da una fitta peluria. La maturazione del polline è contemporanea allo stigma.[13]
- Gineceo: l'ovario è supero formato da due carpelli ed è biloculare. Lo stilo inserito all'apice dell'ovario è del tipo filiforme; lo stigma è semplice ed è protruso oltre il cappuccio della corolla in modo da evitare l'auto-impollinazione.[13]
- Fioritura: da maggio a settembre.

### Frutti
Il frutto è una capsula ovoide apiculata, loculicida bivalve (dimensioni: larghezza 5 mm; lunghezza 7 – 9 mm); la capsula supera il calice solamente con l'apice appuntito. I semi sono pochi a forma angolosa.

## Riproduzione
- Impollinazione: l'impollinazione avviene tramite insetti (impollinazione entomogama).
- Riproduzione: la fecondazione avviene fondamentalmente tramite l'impollinazione dei fiori (vedi sopra).
- Dispersione: i semi cadendo a terra sono dispersi soprattutto da insetti tipo formiche (disseminazione mirmecoria).

## Distribuzione e habitat

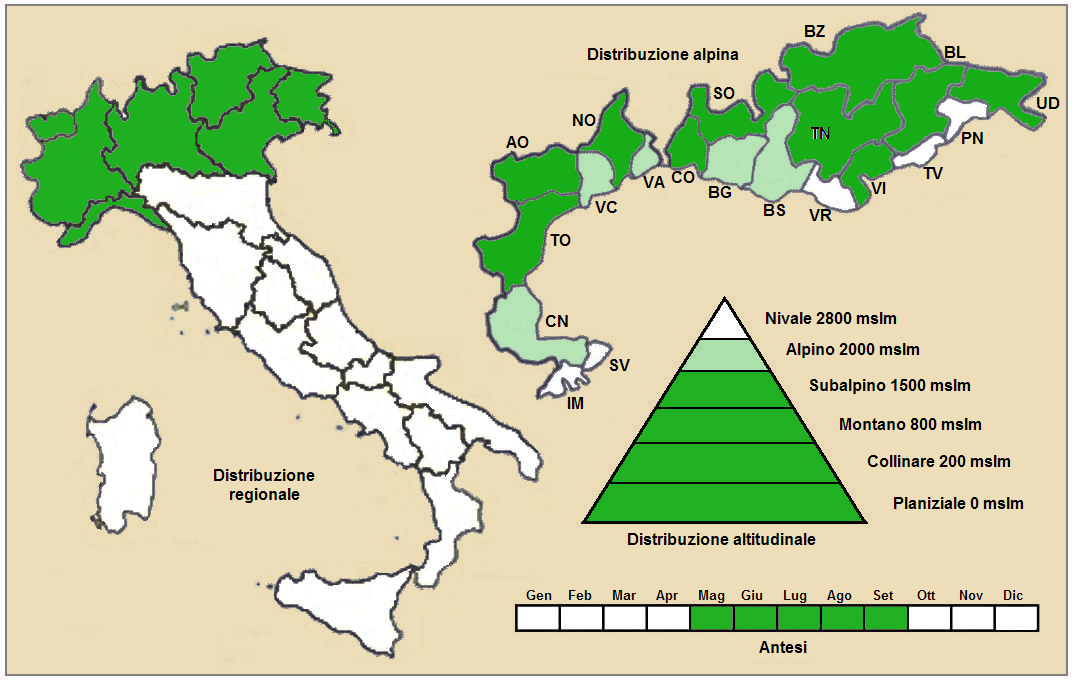
Distribuzione della pianta
(Distribuzione regionale – Distribuzione alpina)

- Geoelemento: il tipo corologico (area di origine) è Circum-Artico/Alpico o anche Eurosiberiano / Nord Americano (per la subsp. palustris è Artico/Alpico Europeo, l'unica presente in Italia[11]).
- Distribuzione: in Italia è una specie rara e si trova solamente al nord specialmente nelle Alpi. Oltre confine, sempre nelle Alpi, è presente in tutti i settori (meno presente nelle Alpi Marittime). Sugli altri rilievi europei collegati alle Alpi si trova nella Foresta Nera, Vosgi, Massiccio del Giura, Massiccio Centrale, Monti Balcani e Carpazi.[15] Nel resto dell'Europa è presente ovunque (compresa l'Anatolia).[16] Fuori dall'Europa è presente in Asia[12] e nel Nord America.
- Habitat: l'habitat tipico per questa pianta sono i prati torbosi su suolo acido; ma anche le torbiere basse. Il substrato preferito è calcareo/siliceo ma anche solo siliceo con pH neutro, bassi valori nutrizionali del terreno che deve essere bagnato.[15]
- Distribuzione altitudinale: sui rilievi queste piante si possono trovare fino a 1900 m s.l.m.; frequentano quindi i seguenti piani vegetazionali: collinare, montano, subalpino e in parte quello alpino (oltre a quello planiziale – a livello del mare).

### Fitosociologia
Dal punto di vista fitosociologico Pedicularis palustris appartiene alla seguente comunità vegetale:
Formazione: delle comunità delle paludi e delle sorgenti 
Classe: Scheuchzerio-Caricetea fuscae

## Tassonomia
La famiglia di appartenenza della specie (Orobanchaceae) comprende soprattutto piante erbacee perenni e annuali semiparassite (ossia contengono ancora clorofilla a parte qualche genere completamente parassita) con uno o più austori connessi alle radici ospiti. È una famiglia abbastanza numerosa con circa 60 - 90 generi e oltre 1700 - 2000 specie (il numero dei generi e delle specie dipende dai vari metodi di classificazione) distribuiti in tutti i continenti. Il genere Pedicularis comprende 400-500 specie (il genere più numeroso della famiglia con distribuzione quasi cosmopolita - manca in Africa e Australia) delle quali 23 sono presenti nella flora spontanea italiana.

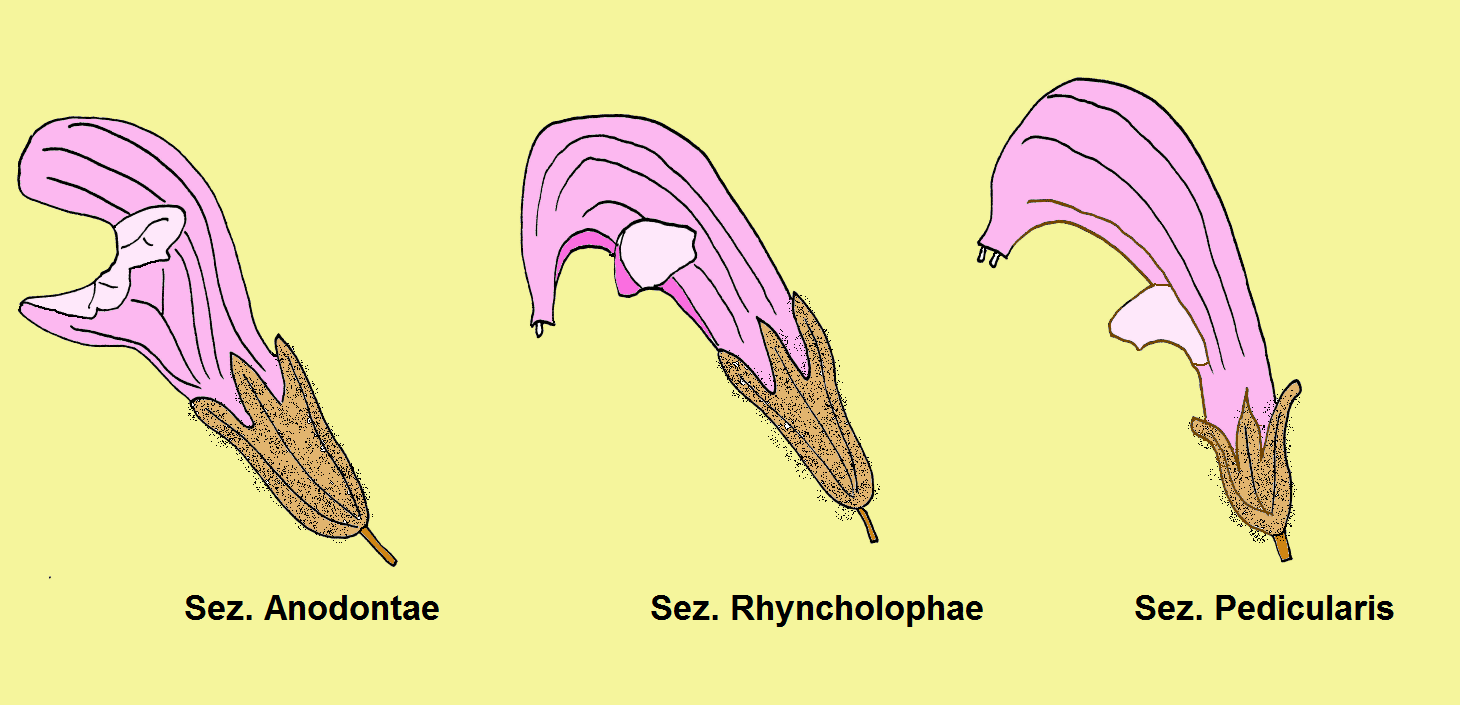
Le tre sezioni del genere

La classificazione del genere è difficile in quanto la forma del fiore è molto simile tra specie e specie; inoltre il colore della corolla nel secco è indistinguibile. Pignatti nella "Flora d'Italia" divide le specie spontanee della flora italiana in tre gruppi in base alla forma del labbro superiore (vedi il disegno):
- Sez. Anodontae: l'apice del labbro superiore della corolla è arrotondato (né rostrato e né dentato).
- Sez. Rhyncholophae: il labbro superiore della corolla è più o meno falcato e termina in un becco allungato.
- Sez. Pedicularis: il labbro superiore della corolla è provvisto di due dentini sotto la parte falcata.

La specie P. palustris appartiene alla sez. Pedicularis.
Il numero cromosomico di P. palustris è: 2n = 16.

### Filogenesi
Secondo una recente ricerca di tipo filogenetico la famiglia Orobanchaceae è composta da 6 cladi principali nidificati uno all'interno dell'altro. Il genere Pedicularis si trova nel quarto clade (relativo alla tribù Pedicularideae). All'interno della tribù il genere è in posizione "gruppo fratello" al resto dei generi della tribù.

### Sottospecie
Per la specie di questa voce sono riconosciute la seguente sottospecie.
- Pedicularis palustris subsp. borealis (J.W.Zetterst.) Hyl., 1945 - Distribuzione: Europa del Nord (Scandinavia e Russia).
- Pedicularis palustris subsp. karoi (Freyn) Tsoong, 1963 - Il ciclo biologico di questa sottospecie è soprattutto annuale; la corolla è lunga 13 – 16 mm. Distribuzione: Russia e Asia.
- Pedicularis palustris subsp. opsiantha (Ekman) Almq., 1929 - Distribuzione: discontinua dalla Gran Bretagna alla Turchia.
- Pedicularis palustris subsp. palustris - Il ciclo biologico di questa sottospecie è soprattutto biennale; la corolla è lunga 18 – 25 mm. Distribuzione: è la stirpe presente nella flora spontanee italiana e in Europa.

### Sinonimi
Questa entità ha avuto nel tempo diverse nomenclature. L'elenco seguente indica alcuni tra i sinonimi più frequenti:
- Pedicularis erecta Gilib.
- Pedicularis karoi Freyn
- Pedicularis opsiantha Ekman
- Pedicularis palustris subsp. karoi (Freyn) P.C.Tsoong
- Pedicularis palustris var. borealis J.W.Zetterst.
- Pedicularis palustris f. palustris
- Pedicularis palustris subsp. serotina Squivet

## Altre notizie
La pedicolare palustre in altre lingue è chiamata nei seguenti modi:
- (DE)  Sumpf-Läusekraut
- (FR)  Pédiculaire des marais
- (EN)  Marsh Lousewort